# استطالة (معالجة الصور الرقمية)

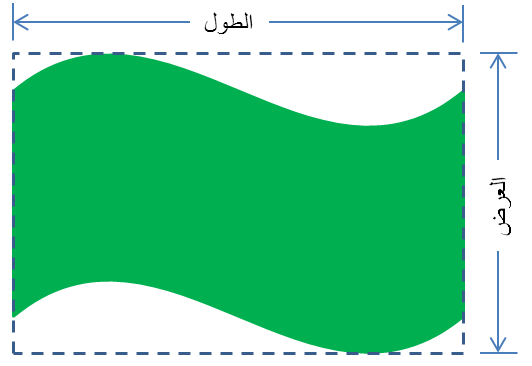
الاستطالة

الاستطالة في علم معالجة الصور الرقمية، استطالة الشكل هي نسبة طول المستطيل الأصغر الحاد له إلى عرضه. وهي خاصية من خواص الشكل. ويمكن حسابها كالنسبة بين مساحة الشكل إلى مربع ثخانته.